# Sara Coleridge
Sara Coleridge (Keswick, 23 dicembre 1802 – Londra, 3 maggio 1852) è stata una scrittrice e traduttrice inglese, figlia di Samuel Taylor Coleridge e di sua moglie Sara Fricker.
Autrice di versi per bambini, è nota principalmente per essere stata curatrice delle opere del padre.